# Ештон (Ајдахо)
Ештон (енгл. Ashton) град је у америчкој савезној држави Ајдахо.

## Демографија
По попису из 2010. године број становника је 1.127, што је 2 (-0,2%) становника мање него 2000. године.
| Група             | 2000.       | 2010.       |
| Белци             | 960 (85,0%) | 911 (80,8%) |
| Афроамериканци    | 5 (0,4%)    | 1 (0,1%)    |
| Азијати           | 1 (0,1%)    | 0 (0,0%)    |
| Хиспаноамериканци | 157 (13,9%) | 198 (17,6%) |
| Укупно            | 1.129       | 1.127       |